# León Huánuco
Club Social Deportivo León de Huánuco – peruwiański klub piłkarski z siedzibą w mieście Huánuco leżącym w regionie Huánuco.

## Osiągnięcia

### Krajowe
- Primera División

| zwycięstwo (0):     | –    |
| drugie miejsce (1): | 2010 |

## Historia
Klub założony został 29 czerwca 1946 roku. W pierwszej lidze peruwiańskiej (Primera división peruana) León de Huánuco rozegrał 7 sezonów – najpierw w latach 1981–1983, a następny raz w latach 1992–1995. Obecnie klub występuje w lidze regionalnej.
Swoje mecze domowe klub rozgrywa na oddanym do użytku w 1972 roku stadionie Estadio Heraclio Tapia.